# Crkva sv. Petra u Ivanić-Gradu
Crkva sv. Petra u Ivanić-Gradu je rimokatolička crkva u mjestu Ivanić-Grad, zaštićeno kulturno dobro.

## Opis dobra
Župna crkva sv. Petra okružena parkom čini reprezentativnu zonu naselja Ivanić-Grada. Sagrađena je 1831. g. kao prostrana jednobrodna crkva s apsidalno zaključenim nešto užim svetištem. Prostor je ritmiziran masivnim polustupovima koji zajedno sa susvodnicama koje ih povezuju i utisnutim češkim svodovima tvore jarmove. Svođenim trijumfalnim lukovima riješen je prijelazi iz lađe u svetište kao i prijelaz iz lađe u prostor s pjevalištem. Volumen crkve određuje zvonik koji izrasta iz središnje osi glavnog pročelja. Interijer crkve u cijelosti je oblikovan i dekoriran u historicitičkom stilu pa predstavlja jedan od rijetkih primjera gesamtkunstwerka na ovom području.

## Zaštita
Pod oznakom Z-1587 zavedena je kao nepokretno kulturno dobro - pojedinačno, pravna statusa zaštićena kulturnog dobra, klasificirano kao "sakralna graditeljska baština".